# Yo estuve ahí (programa de televisión)
Yo estuve ahí, también conocido como Yo estuve ahí, historias que nos marcaron, es un programa de televisión chileno. Es presentado por el periodista Emilio Sutherland, y transmitido los días sábados a las 15:00 horas por Canal 13, como parte de su bloque Cultura tarde. Se trata de una revisión a una serie de desastres naturales que afectaron recientemente a Chile. Se estrenó el sábado, 1 de agosto de 2020 con el capítulo sobre la erupción del volcán Chaitén de 2008, el cual lideró la audiencia de su horario. Fue creado y producido por La Ventana Cine, a cargo de los realizadores Daniela Durán y Rafael De la Fuente.

## Capítulos
| Episodio | Título                        | Emisión             | Audiencia                              |
| --- | ----------------------------- | ------------------- | -------------------------------------- |
| 1 | «Erupción del volcán Chaitén» | 1 de agosto de 2020 | 10 puntos (pico) 8,3 puntos (promedio) |
| El 1 de mayo de 2008, después de cuatrocientos cincuenta años inactivo, el volcán Chaitén entró en erupción y provocó la destrucción de la ciudad homónima. Siete mil personas fueron evacuadas. Algunas de las víctimas del desastre dieron su testimonio. |                               |                     |                                        |